# 燕灘郡
燕灘郡（ヨンタンぐん）は、朝鮮民主主義人民共和国黄海北道に属する郡。

## 地理
東に遂安郡・延山郡、南に瑞興郡・鳳山郡、西に沙里院市・黄州郡、北に祥原郡と接する。

## 歴史
朝鮮独立以前には黄州郡の一部だった。1952年12月に黄州郡の亀洛面、都峙面、仁橋面と瑞興郡の道面、所沙面、細平面と遂安郡栗界面の6個の里を合併して燕灘邑を新設した。1990年に城山里が沙里院市に編入された。

### 年表
この節の出典
- 1952年12月 - 郡面里統廃合により、黄海道黄州郡亀洛面・都峙面・仁橋面、瑞興郡道面・所沙面・細坪面、遂安郡栗界面の一部地域をもって、燕灘郡を設置。燕灘郡に以下の邑・里が成立。(1邑18里)
  - 燕灘邑・月龍里・金峯里・城山里・七峯里・昌梅里・烽斎里・陵山里・五徳里・城梅里・杜茂里・陵里・長雲里・松竹里・豊畓里・新興里・長支里・五峯里・薪金里
- 1953年 (1邑20里)
  - 城山里・七峯里の各一部が合併し、都峙里が発足。
  - 燕灘邑・金峯里の各一部が合併し、眉山里が発足。
  - 七峯里の一部が城山里に編入。
  - 五徳里の一部が陵里に編入。
  - 松竹里の一部が燕灘邑に編入。
  - 城山里の一部が金峯里に編入。
- 1954年10月 - 黄海道の分割により、黄海北道燕灘郡となる。(1邑20里)
- 1961年 (1邑20里)
  - 陵山里の一部が黄州郡雲城里に編入。
  - 豊畓里の一部が月龍里に編入。
- 1967年 (1邑20里)
  - 烽斎里の一部が月龍里に編入。
  - 長雲里の一部が豊畓里に編入。
  - 陵里の一部が五徳里に編入。
- 1974年 (1邑17里)
  - 長支里が陵里に編入。
  - 杜茂里が新興里・城梅里に分割編入。
  - 五徳里が城梅里・長雲里に分割編入。
- 1981年 (1邑17里)
  - 陵山里が秀峯里に改称。
  - 陵里が文化里に改称。
  - 月龍里・豊畓里の各一部が燕灘邑に編入。
  - 烽斎里の一部が昌梅里に編入。
  - 豊畓里の一部が松竹里に編入。
- 1990年12月 - 城山里が沙里院市に編入。(1邑16里)

## 行政区域
1邑 16里で構成される。
- 연탄읍 (燕灘邑、ヨンタヌプ)
- 미산리 (眉山里、ミサンニ)
- 월룡리 (月龍里、ウォルリョンニ)
- 금봉리 (金峯里、クムボンニ)
- 도치리 (都峙里、トチリ)
- 칠봉리 (七峰里、チルポンニ)
- 수봉리 (秀峰里、スボンニ)
- 창매리 (昌梅里、チャンメリ)
- 봉재리 (烽斎里、ポンジェリ)
- 풍답리 (豊沓里、プンダムニ)
- 신흥리 (新興里、シヌンニ)
- 신금리 (薪金里、シングムニ)
- 오봉리 (五峰里、オボンニ)
- 문화리 (文化里、ムヌァリ)
- 성매리 (城梅里、ソンメリ)
- 장운리 (長雲里、チャンウンニ)
- 송죽리 (松竹里、ソンジュンニ)